# 烈日灼心
《烈日灼心》（The Dead End）是由蓝色星空影业和博纳影业联合出品、曹保平执导的一部中国警匪剧情片，改编自女作家须一瓜的长篇小说《太阳黑子》。邓超、段奕宏、郭涛主演，获得2015年上海电影节最佳导演和最佳男演员奖。中国于2015年8月27日正式上映。

## 剧情
七年前，福建西陇发生一起灭门惨案，某别墅内一家五口同日惨死。然而此去经年，嫌疑人杨自道（郭涛 饰）、辛小丰（邓超 饰）、陈比觉（高虎 饰）却依然逍遥法外。现如今，这三个人都在厦门过活，杨当起了出租车司机，小丰加入了协警队伍，因意外变成傻子的陈则带着三人捡来的女孩尾巴栖息在亲戚的渔场中。这一天，拥有丰富办案经验的伊谷春（段奕宏 饰）调到小丰所在的队伍担任警长。伊颇为器重能力卓越的小丰，但嗅觉灵敏的他也隐隐觉出这个男子和当年的灭门惨案有所关联……

## 角色
- 邓超，饰：辛小丰，协警，故事核心人物
- 段奕宏，饰：伊谷春，刑警
- 郭涛，饰：杨自道，的士司机
- 王珞丹，饰：伊谷夏，伊谷春的妹妹，喜欢杨自道
- 吕颂贤，饰：台湾设计师
- 高虎，饰：陈比觉，看守鱼排的“渔夫”[註 1]
- 徐玺涵，饰：尾巴，辛小丰、杨自道、陈比觉的女儿
- 李晓川，饰：卓生发，房东
- 杜志国，饰：警察，伊谷春师傅
- 颜北，饰：何松，协警
- 王砚辉，饰：杀人凶手
- 白柳汐，饰：七年前命案的被害女子

## 制作
谈到拍摄初衷，导演曹保平说：“我拍电影的标准是，一定要有一个态度，故事一定要极端。这个题材的情节很强，人物很复杂，背后也有一些我想说的意思。”

## 電影歌曲
| 曲序 | 曲目                 |      | 作曲 | 演唱者       |
| ---- | -------------------- | ---- | ---- | ------------ |
| 1.   | 小尾巴之歌（片尾曲） | 袁田 | 白水 | 邓超、小臭臭 |

## 评价
网易影评：“暑期档尾声，曹保平就带着他的第四部剧情长片《烈日灼心》交了一份漂亮答卷，从情节、画面到表演，电影摒弃了警匪片中常走打打杀杀的路线，也没有标配的卧底和枪战戏元素。他用镜头语言—多次闪回手法将高潮穿插于整个故事当中，没有耍小聪明，好人坏人在一开始就分离开来。《烈日灼心》是部一个风格独特的警匪片，更关注人性议题。”
新浪认为：“总体来说，《烈日灼心》是一部诚意实力之作，在剧情深度方面，以人性为根基展开猫鼠大战，不再停留于表面的节奏和紧张感，警匪双方各有阴阳面；从演员角度，三大影帝都奉献了痛感表演，在精确与不确定之间飚戏；最让人惊喜的还是电影在审查尺度上的突破，同性互動几乎贯穿全片，死刑戏也得到完整展示。”差评方面有“王珞丹的角色因为缺乏情节支撑而显得莫名其妙。在这个复杂的故事背后，《烈日灼心》也存在一些逻辑漏洞，人物的行为缺少有力的动机。”

## 奖项
- 2015年上海电影节最佳导演、最佳男演员（邓超、段奕宏、郭涛）
- 第52届金马奖最佳男主角提名：邓超
- 第18届华鼎奖最佳电影男演员：段奕宏[5]
- 第33届百花奖最佳故事片、最佳编剧
- 第31届金鸡奖最佳男主角：邓超，最佳导演提名（曹保平）、最佳剪辑提名（李永一）